# Hepmo
Hepmo är en ö i Finland. Den ligger i Skärgårdshavet och i kommunen Pargas i den ekonomiska regionen  Åboland i landskapet Egentliga Finland, i den sydvästra delen av landet. Ön ligger omkring 47 kilometer väster om Åbo och omkring 200 kilometer väster om Helsingfors.
Öns area är 1,41 kvadratkilometer och dess största längd är 1,9 kilometer i nord-sydlig riktning. Ön höjer sig omkring 20 meter över havsytan.